# 塗装工
塗装工（とそうこう、英語:Painter）は、建築業における職種（工種）の一つで、建築物や車両などを塗装する工種のこと。
塗装工としての技能は、塗装技能士として公的にはかることが出来る。

## 区分
塗装工事の区分の応じて得意とする分野があることが多い。複数の分野にわたる技量を持つものも多い。
- 木工塗装作業
- 建築塗装作業
- 金属塗装作業
- 噴霧塗装作業
- 鋼橋塗装作業